# 김능자
김능자(金綾子, 1916년 ~ ?)는 다카라즈카 가극단 출신의 가수이다.

## 곡
- 1938년 <공중결혼>
- 1939년 <그리운 그대>
- 1939년 <다이나>
- 1939년 <싱싱싱>